# Deutschland im 20. Jahrhundert
Die weltbewegende Geschichte von Deutschland im 20. Jahrhundert umfasst den Ersten Weltkrieg mit dem Ende von Monarchie und Kaiserreich, die Weimarer Republik und die Deutsche Inflation 1914 bis 1923, den Nationalsozialismus, den Zweiten Weltkrieg mit dem Großdeutschen Reich, dem Holocaust und dem Verlust der Ostgebiete des Deutschen Reiches, die Deutsche Teilung und ihre Überwindung.

## Weimarer Republik 1919–1933
Am 10. November 1918 bildete sich mit dem Rat der Volksbeauftragten eine provisorische Regierung. Am nächsten Tag wurden durch einen Waffenstillstand die Kampfhandlungen eingestellt. Am 16. Dezember 1918 fand in Berlin ein Zusammentreffen der Arbeiter- und Soldatenräte, der Reichsrätekongress statt.
Dieser billigte mehrheitlich den Übergang zu einer demokratischen Ordnung. Auch zahlreiche Reformen traten in Kraft: so wurde das Allgemeine und Frauenwahlrecht eingeführt, genauso wie der 8-Stunden-Tag. Im Januar 1919 kam es zur Gründung der KPD und zum Spartakusaufstand, der von Freikorps niedergeschlagen wurde. Die kommunistischen Anführer Rosa Luxemburg und Karl Liebknecht sowie Leo Jogiches wurden dabei ermordet.
Am 19. Januar wurde die Nationalversammlung gewählt und trat am 6. Februar nicht im unruhigen Berlin, sondern in Weimar zusammen, daher der Name Weimarer Republik. Die Nationalversammlung wählte Friedrich Ebert zum Reichspräsidenten und Philipp Scheidemann zum Reichskanzler. Nach der beschlossenen Weimarer Verfassung war das Deutsche Reich eine parlamentarische Demokratie. Die Verfassung sah allerdings einen starken Reichspräsidenten als Ersatzkaiser und er konnte den Reichskanzler auswählen, den Reichstag auflösen und Notverordnungen erlassen, mit denen sogar die Grundrechte außer Kraft gesetzt werden konnten. Die Weimarer Verfassung konnte, anders als das Grundgesetz, durch eine qualifizierte Mehrheit vollständig geändert werden.
Am 28. Juni 1919 musste Deutschland den Versailler Vertrag unterschreiben: Deutschland musste zahlreiche Gebiete abtreten, vor allem im Osten (die dann an den neuen Staat Polen übergingen), sowie seinen gesamten Kolonialbesitz dem Völkerbund unterstellen. Österreich musste ein Anschlussverbot mit Deutschland unterzeichnen. In der Kriegsschuldfrage wurde Deutschland und seinen Verbündeten die alleinige Kriegsschuld gegeben, es wurden Reparationsforderungen gestellt aber noch nicht vertraglich festgelegt (siehe: Deutsche Reparationen nach dem Ersten Weltkrieg). Das Saargebiet war dem Völkerbund unterstellt und das Rheinland entmilitarisierte Zone. Außerdem gab es massive Beschränkungen für die zunächst vorläufige Reichswehr. Dieser Vertrag wurde in Deutschland als Versailler Diktat kritisiert.
Das Ausbleiben von demokratischen Reformen von Militär, Justiz und Verwaltung, der Versailler Vertrag und die Dolchstoßlegende waren ein schweres Erbe für den neuen deutschen Staat, der eine Republik ohne Republikaner war.
Die Weimarer Republik wird in drei Phasen eingeteilt. Die ersten Jahre werden als die Krisenjahre bezeichnet. 1920 kam es zum Kapp-Putsch, der nach wenigen Tagen endete. In diese Zeit fallen auch die politischen Morde an Matthias Erzberger und Walther Rathenau, dazu zahlreiche „Fememorde“ an angeblichen Verrätern innerhalb rechter Gruppierungen. Bei der Reichstagswahl 1920 gab es große Stimmengewinne für rechte und linke Parteien.
1921 wurde die Reichswehr geschaffen. 1922 begannen Deutschland und die Sowjetunion diplomatische Beziehungen mit den Vertrag von Rapallo, ab 1924 erfolgte die geheime Zusammenarbeit zwischen Roter Armee und Reichswehr.
Mit der Ruhrbesetzung im Januar 1923 beabsichtigte Frankreich, ausstehende Reparationsforderungen einzutreiben. Die Reichsregierung unterstützte den ausbrechenden Ruhrkampf finanziell. Die galoppierende Inflation in den folgenden Monaten wurde erst im November durch eine Währungsreform beendet. Bayern wurde zum Sammelbecken rechter, konservativer Kräfte. Der Hitlerputsch schlug zwar fehl, verhalf aber Hitler zu Bekanntheit.
1924 begann die Phase der relativen Stabilität, mit einer wirtschaftlichen Erholung und politischen Stabilisierung, obwohl keine Regierung über eine Mehrheit im Reichstag verfügte. Trotz aller Spannungen und Konflikte in der jungen Republik schien die Demokratie zu siegen. Die Neuordnung der Währung und die im Gefolge des Dawes-Plan ins Land strömenden US-amerikanischen Kredite leiteten eine Phase relativer wirtschaftlicher und politischer Stabilisierung ein, die sogenannten Goldenen 20er Jahre. Der deutsche Außenminister Gustav Stresemann versuchte eine Annäherung mit seinem französischen Kollegen Aristide Briand. Gleichzeitig erstrebte er eine schrittweise Revision der Versailler Verträge, was sich in den Verträgen von Locarno 1925 und der Aufnahme Deutschlands in den Völkerbund 1926 zeigte. Im Februar 1925 starb Friedrich Ebert, als Nachfolger wurde der immer noch kaisertreue Paul von Hindenburg gewählt.
Der Ausbruch der Weltwirtschaftskrise leitete den Anfang vom Ende der Weimarer Republik ein, und 1930 begann deren Schlussphase. Im Sommer 1932 erreichte die Arbeitslosenzahl die Höhe von 6 Millionen. Ab 1930 regierten in Deutschland nur noch Präsidialkabinette. Die Radikalisierung der politischen Lage führte zu Straßenschlachten zwischen der NSDAP und der KPD. 1931 schlossen sich rechte Kräfte in der Harzburger Front zusammen, die NSDAP wurde bei den Reichstagswahlen vom 31. Juli 1932 stärkste Kraft. Am 28. Januar 1933 erklärte der Reichskanzler Kurt von Schleicher seinen Rücktritt.

## Zeit des Nationalsozialismus 1933–1945
Am 30. Januar 1933 ernannte Reichspräsident Hindenburg Adolf Hitler zum Reichskanzler und die Machtergreifung begann. Dieser löste den Reichstag auf und setzte Neuwahlen an. Am 27. Februar brannte der Reichstag, die Umstände sind bis heute nicht restlos geklärt. Als Folge wurde die „Notverordnung zum Schutz von Volk und Reich“, d. h. das Gesetz zur Behebung der Not von Volk und Reich erlassen, die die Grundrechte einschränkte. Zahlreiche politische Gegner wurden verhaftet und die KPD verboten. Obwohl die NSDAP bei den Wahlen keine eigene Mehrheit im Reichstag erreichte, wurde ein Ermächtigungsgesetz verabschiedet, das der Regierung Gesetzgebungsbefugnisse gab.
In den folgenden Monaten folgte die Gleichschaltung der Länder und der Presse, die Auflösung der Gewerkschaften und Parteien. Die ersten Konzentrationslager zur Inhaftierung politisch Unliebsamer entstanden. Im April 1933 begann der Boykott jüdischer Geschäfte und die Entfernung jüdischer Beamter aus dem Staatsdienst.
Am 10. Mai erfolgte die Bücherverbrennung 1933 in Deutschland.
Im August wurden die evangelischen Landeskirchen in einer Reichskirche unter Leitung eines Reichsbischofs zusammengeschlossen, und Deutschland schloss mit dem Vatikan ein Konkordat. Vor allem die Deutschen Christen waren in der Reichskirche dem „Führer“ ergeben, wogegen sich schon im September ein Pfarrernotbund bildete.
In der folgenden Zeit erfolgte die Durchdringung des gesamten Lebens durch NS-Organisationen wie Hitler-Jugend, SS, Deutsche Arbeitsfront, KdF und andere. Die Arbeitslosigkeit konnte beseitigt werden, ebenso wurde der Autobahnausbau zügig vorangetrieben, was aber vorwiegend der Kriegsvorbereitung diente.
1934 wurde die Justiz und im sogenannten Röhm-Putsch die eigene Partei gleichgeschaltet. Am 2. August 1934 starb Hindenburg, worauf sich Hitler zum Führer und Reichskanzler ernennen ließ und die Reichswehr auf ihn vereidigt wurde. Der Weg zur Diktatur war somit vollendet.
Nach der Saarabstimmung 1935 kam das Saarland wieder zum Reich. Auf dem Reichsparteitag wurden die Nürnberger Rassengesetze beschlossen. 1936 marschierte die Wehrmacht im entmilitarisierten Rheinland ein. Vom 1. bis 6. August 1936 fanden in Berlin die Olympischen Sommerspiele statt, die als Propagandaschau inszeniert wurden. Der Vierjahresplan von 1936 sollte Deutschland bis spätestens 1940 kriegsfähig machen und wies den Weg zur Planwirtschaft.
Nun erfolgte die Realisierung des Großdeutschen Reichs. 1938 erzwang Hitler den Anschluss Österreichs an Deutschland. Nach der Münchner Konferenz im September wurde das Sudetenland Deutschland überlassen. Am 9./10. November 1938 wurden in der Reichspogromnacht mehr als 1.400 Synagogen in Brand gesteckt, über 7000 jüdische Geschäfte zerstört und Tausende von Juden verhaftet. Etwa 90 Juden starben infolge von Misshandlungen oder wurden ermordet. Im März 1939 marschierte Hitler nach der Loslösung der Slowakei in die „Rest-Tschechei“ ein, aus der das Reichsprotektorat Böhmen und Mähren entstand. Ebenfalls in diesem Monat kam das Memelland von Litauen wieder zu Deutschland.
Der Überfall auf Polen am 1. September 1939 löste schließlich den Zweiten Weltkrieg aus. Der Sieg über Polen im September 1939 und Dänemark, Norwegen, Niederlande, Belgien, Luxemburg und Frankreich April–Juni 1940 markierte die Epoche der Blitzkriege. Eine Invasion in Großbritannien scheiterte, man begnügte sich mit der Bombardierung mittelenglischer Industriestädte, zum Beispiel Coventry. 1940/41 wurden – zusammen mit Italien – Jugoslawien und Griechenland erobert und aufgeteilt (Albanien war bereits seit 1939 von Italien besetzt). Ungarn, Rumänien und Bulgarien wurden als Verbündete gewonnen.
Die Anti-Hitler-Koalition unterzeichnete unter anderem die Atlantik-Charta. Auf der Casablanca-Konferenz, der Konferenz von Teheran und der Konferenz von Jalta sowie auf weiteren Treffen verständigten sich die westlichen Mächte über das Vorgehen und die Nachkriegsordnung.
Seit Januar 1941 kämpfte Deutschland mit Italien in Nordafrika. Am 22. Juni 1941 begann der Angriff auf die Sowjetunion, am 11. Dezember 1941 erfolgte die Kriegserklärung Deutschlands und Italiens an die Vereinigten Staaten. Im November 1942 umzingelte die Rote Armee Stalingrad und am 2. Februar kapitulierte die 6. Armee in der eingeschlossenen Stadt. Die Schlacht von Stalingrad markierte den Wendepunkt auf den europäischen Kriegsschauplatz. Bis Ende 1943 war das Gebiet der Sowjetunion weitgehend wieder von ihr zurückerobert. Am 13. Mai 1943 mussten die Achsenmächte im Tunesienfeldzug kapitulieren. Im Juli 1943 begann mit der Operation Husky der alliierte Italienfeldzug, Mussolini wurde gestürzt.
In der Zwischenzeit fand im Januar 1942 die Wannseekonferenz statt, in der die Endlösung der Judenfrage beschlossen wurde. Schon seit der Eroberung Polens 1939 waren die dortigen Juden gezwungen worden, in Ghettos umzuziehen und Zwangsarbeit zu leisten, ab September 1941 mussten Juden den Judenstern tragen. Mit der Errichtung von Vernichtungslagern im besetzten Osten Europas begann der Holocaust. Bis zum Kriegsende wurden etwa sechs Millionen Juden sowie europäische Roma im Rahmen der nationalsozialistischen Ausrottungspolitik ermordet. Weitere Opfer durch Verfolgung wurden Homosexuelle, so genannte Asoziale, politische Gegner, entschiedene Christen, Zeugen Jehovas und die Völker der von Deutschland besetzten Gebiete, größtenteils die slawischen Völker. Besonders die Länder Osteuropas hatten unter der deutschen Besatzung zu leiden; viele Städte und Dörfer wurden im Zuge der „Politik der verbrannten Erde“ zerstört; die Mehrheit der sowjetischen Kriegsgefangenen verhungerten oder erfroren in deutscher Gefangenschaft und viele Millionen Menschen aus Polen und der Sowjetunion wurden zur Zwangsarbeit „ins Reich“ deportiert. Die Pläne der NS-Führung, besonders des Reichsführers SS Heinrich Himmler, sahen die rigorose Plünderung und Ausbeutung der eroberten Ostgebiete sowie die Ermordung bzw. Vertreibung der dort lebenden Bevölkerung vor. (Siehe dazu auch: Generalplan Ost, Hungerplan, Programm Heinrich, Polen-Erlasse, Polenstrafrechtsverordnung, Ostarbeiter, Jugendkonzentrationslager.)
1943 begann der Bombenkrieg der Alliierten auf deutsche Städte. Bis Kriegsende kamen etwa 300.000 Zivilisten ums Leben.
Ende 1944 begann die Flucht der deutschen Bevölkerung aus dem Ostgebieten vor der anrückenden Roten Armee. 1945 wurden dann Millionen Deutsche aus Osteuropa vertrieben, genauso wie zum Beispiel auch Millionen Polen aus dem Gebiet des heutigen Belarus und Ukraine zwangsumgesiedelt wurden.
1944 konnte die Rote Armee weite Teile von Südosteuropa erobern. Am 6. Juni begann die Operation Overlord, die Invasion der Alliierten in der Normandie. Am 20. Juli scheiterte ein Attentat und damit ein Staatsstreich gegen Hitler. Ende Januar/Anfang Februar 1945 fand die Konferenz von Jalta zwischen den USA, Großbritannien und der UdSSR statt, auf der Beschlüsse zum Nachkriegsdeutschland gefasst wurden. Im April 1945 marschierten die alliierten Truppen in Deutschland ein. Am 16. April begann die Rote Armee die Schlacht um Berlin. Adolf Hitler beging am 30. April im Bunker der Reichskanzlei Selbstmord. Er ernannte Karl Dönitz zum Nachfolger als Reichspräsident. Am 7. und 9. Mai 1945 unterzeichnete das Oberkommando der Wehrmacht (OKW) gegenüber den Westalliierten und Sowjets die Bedingungslose Kapitulation der Wehrmacht.
Damit war der Zweite Weltkrieg, der von Deutschland entfesselt wurde und etwa 60 Millionen Tote forderte, in Europa beendet.

## Das besetzte Deutschland von 1945 bis 1949
Die Siegermächte USA, Großbritannien und UdSSR trafen sich im Juli/August 1945 zur Potsdamer Konferenz. Dort einigten sie sich auf die Grundsätze Demokratisierung, Denazifizierung, Demilitarisierung, Dezentralisierung und Demontage für ihre Politik gegenüber Deutschland, das in vier Besatzungszonen aufgeteilt worden war.
Für Deutschland wurde ein alliierter Kontrollrat als gemeinsames Verwaltungsorgan gebildet, Berlin bekam eine gemeinsame Stadtverwaltung. Es begann die Beseitigung von Trümmern und Wiederaufbau, die Demokratisierung, Bildung von Bundesländern und Parteien. Im Oktober 1945 begannen als Teil der Entnazifizierung die Nürnberger Kriegsverbrecherprozesse, die mit zahlreichen Todesurteilen gegen NS-Größen endeten.
Die Besatzungsmächte gingen in ihren Zonen eigene Wege, wobei die westlichen Mächte immer mehr zusammenarbeiteten. 1947 fanden einige Versuche einer Einigung über die Zukunft Deutschlands statt, die scheiterten. Fortan waren die Westmächte bestrebt, einen eigenen westdeutschen Staat zu gründen.
In der Sowjetischen Besatzungszone (SBZ) wurden sehr bald die Weichen für den Sozialismus gestellt. Die Bodenreform führte zu zahlreichen Enteignungen. Im Rahmen der Volksfrontpolitik wurden zunächst Parteien zugelassen, doch nach der Zwangsvereinigung von SPD und KPD zur SED wurden Schlüsselstellen mit Kommunisten besetzt. Die Deutsche Wirtschaftskommission wurde 1947 als vorstaatliches Organ errichtet, das bald Kompetenzen zur Steuerung der Wirtschaft erhielt.
Die britische und die US-amerikanische Zone schlossen sich Anfang 1947 zur Bizone zusammen. Im Jahr 1947 begann mit dem Marshallplan der Wiederaufbau, der Osten musste diese Hilfen auf sowjetischen Druck jedoch ablehnen. Mit dem Wirtschaftsrat wurde ebenfalls ein vorstaatliches Organ geschaffen.
Am 20. Juni 1948 fand in den Westzonen mit der Einführung der D-Mark eine Währungsreform statt. Sie bildete die Grundlage für die Marktwirtschaft und das Wirtschaftswunder. In der SBZ wurde im Gegenzug am 23. Juni eine eigene Währung eingeführt. Am 24. Juni führten die Westmächte die D-Mark auch in West-Berlin ein, die Sowjets antworteten mit der Berliner Blockade. Berlin wurde über Monate aus der Luft versorgt. Die Sowjets hoben am 12. Mai 1949 die Blockade wieder auf, West-Berlin blieb Teil der westlichen Welt. Berlin blieb aber immer wieder im Mittelpunkt der Politik der Siegermächte.
Am 20. März 1948 verließen die Sowjets den Alliierten Kontrollrat, im Juni kam es zur Bildung der Trizone. Am 1. Juli 1948 übergaben die Westmächte an die elf Ministerpräsidenten der Trizone die Frankfurter Dokumente, eine Aufforderung zur Bildung einer verfassunggebenden Versammlung. Auf der Rittersturz-Konferenz vom 08.–10. Juli 1948 in Koblenz berieten die Ministerpräsidenten der drei westlichen Besatzungszone und beschlossen schließlich die Gründung der Bundesrepublik Deutschland. Auf dem Verfassungskonvent auf Herrenchiemsee beriet ein „Sachverständigen-Ausschuss für Verfassungsfragen“ der die Grundlage für die Arbeit des Parlamentarischen Rates geben sollte. Dieser trat am 1. September in Bonn zusammen und erstellte bis zum 8. Mai 1949 das Grundgesetz. Nachdem dieses von allen Ländern außer Bayern beschlossen und von den Westmächten genehmigt wurde, wurde es am 23. Mai 1949 verkündet. Dies markierte die Gründung der Bundesrepublik Deutschland.
Ende Mai/Anfang Juni 1949 fand in der SBZ der 3. Deutsche Volkskongress statt. Die Mitglieder wählten den 2. Deutschen Volksrat als ständiges Organ. Der Volkskongress nahm die von ihm erarbeitete Verfassung für eine „Deutsche Demokratische Republik“ einstimmig an. Am 7. Oktober 1949 erfolgte die Gründung der DDR.

## Die Bundesrepublik Deutschland 1949–1990
Am 14. August 1949 finden die Wahlen zum ersten deutschen Bundestag statt, die CDU/CSU wird stärkste Fraktion gefolgt von der SPD. Konrad Adenauer wird Mitte September zum Bundeskanzler, Theodor Heuss zum Bundespräsidenten gewählt. Im November geht mit dem Petersberger Abkommen Westdeutschland auf den Weg der Souveränität. Fast eineinhalb Jahre vor der Abschaffung in der DDR wird in der Bundesrepublik am 16. Januar 1950 die Lebensmittelrationierung abgeschafft.
Die Regierung Adenauers bestimmen die Westintegration, die Wiederbewaffnung und das Wirtschaftswunder der Bundesrepublik. Sie erhebt den Alleinvertretungsanspruch für ganz Deutschland und bestraft andere Länder mit Abbruch der diplomatischen Beziehungen wenn diese Beziehungen mit der DDR aufnehmen (Hallstein-Doktrin). Trotzdem unterzeichnet sie 1955 einen Vertrag mit der Sowjetunion, damit die letzten deutschen Kriegsgefangenen heimkehren können. Ebenfalls tritt in diesem Jahr der Deutschlandvertrag in Kraft, der das Besatzungsstatut aufhebt – einige der alliierten Vorbehaltsrechte gelten jedoch weiterhin – und die Bundesrepublik tritt der NATO bei. In diesen Zusammenhang wird die Bundeswehr gebildet, es gibt Proteste gegen die Wiederbewaffnung.
Die Bundesrepublik ist 1952 Mitbegründerin der Montanunion, der Vorläuferin der EG. 1951 und 1956 werden mit der rechtsradikalen SRP und der KPD vom Bundesverfassungsgericht die einzigen Parteienverbote der Bundesrepublik ausgesprochen. 1957 wird das Saarland ein Bundesland der Bundesrepublik Deutschland. Im März 1957 wird mit den Römischen Verträgen die EWG gegründet. Im November 1959 wendet sich die SPD mit dem Godesberger Programm endgültig vom Marxismus ab und bejaht die liberale und demokratische Grundordnung der Bundesrepublik. 1959 wird Heinrich Lübke Nachfolger von Theodor Heuss als Bundespräsident.
Bis zum Bau der Berliner Mauer 1961 kamen Millionen Flüchtlinge aus der DDR in die BR Deutschland. Da es nun im Wirtschaftswunder-Deutschland an Arbeitern mangelte, wurden zunehmend Gastarbeiter aufgenommen. Im Oktober 1962 muss infolge der Spiegel-Affäre Verteidigungsminister Franz Josef Strauß zurücktreten. Im Januar 1963 wird der Élysée-Vertrag zwischen der Bundesrepublik und Frankreich unterzeichnet, damit gelang die Aussöhnung mit dem ehemaligen Erzfeind. Am 15. Oktober 1963 tritt Adenauer als Bundeskanzler zurück.

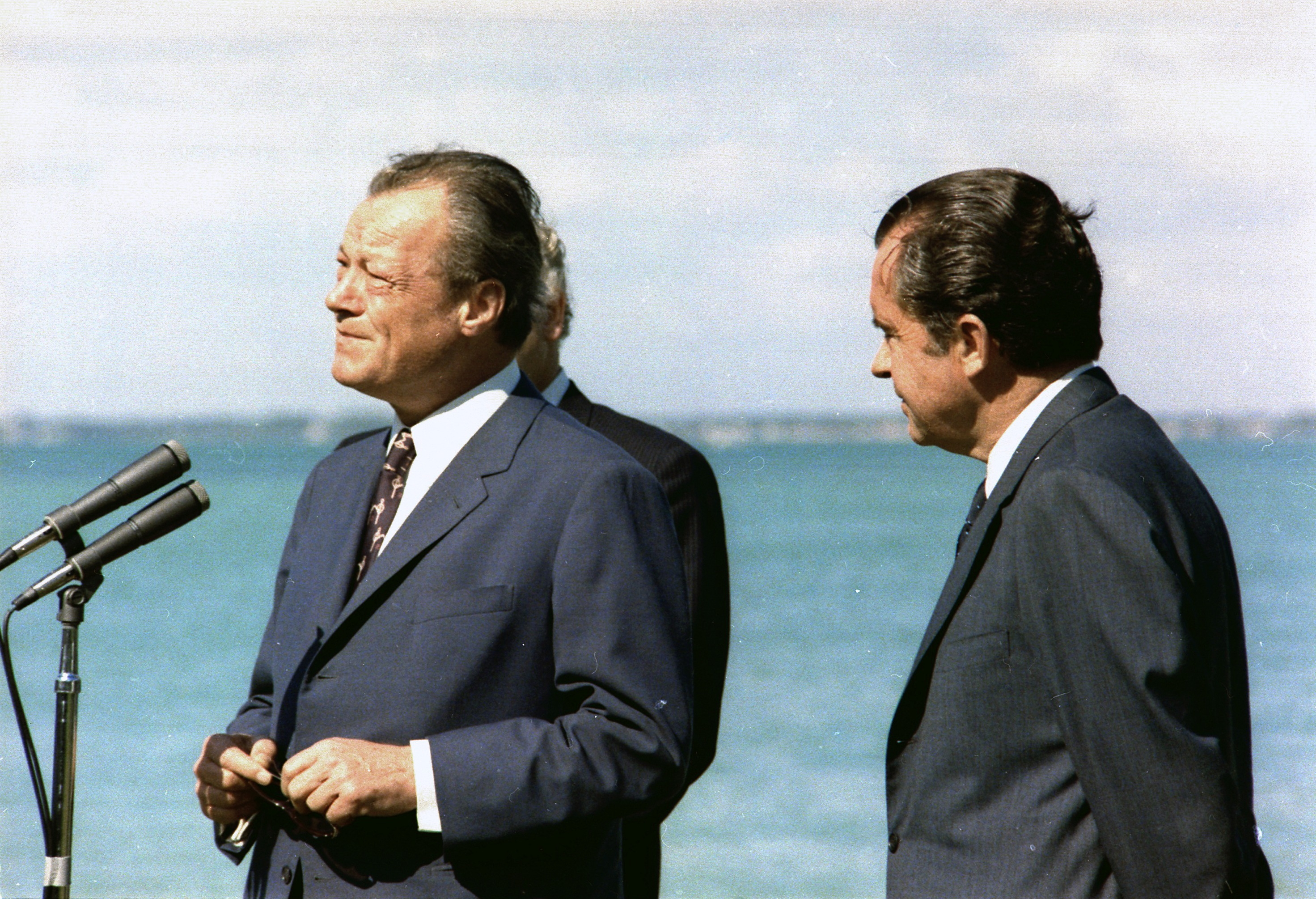
Willy Brandt und Richard Nixon

Nachfolger wird der Vater des Wirtschaftswunders Ludwig Erhard. Im Zuge einer Wirtschaftskrise verschlechtert sich sein Ansehen und er tritt am 1. Dezember 1966 zurück. Sein Nachfolger wird Kurt Georg Kiesinger, der eine Große Koalition aus CDU/CSU und SPD bildet. Diese wurde nur als Übergangslösung verstanden, jedoch erzielt sie Erfolge in der Wirtschafts- und Innenpolitik. 1968 wird von ihr die Notstandsverfassung beschlossen. Die nicht erfolgte Verarbeitung der NS-Vergangenheit, der sog. Bildungsnotstand, der Protest gegen den Vietnamkrieg, die Hippies und die als veraltet empfundene Gesellschaftsordnung bringt v. a. die 68er-Bewegung mit sich. Infolgedessen verändert sich die westdeutsche Alltagskultur und das politische Leben erheblich. Ein Teil der Proteststudenten geht später zum linksradikalen Terrorismus über und gründet unter anderem die Rote Armee Fraktion.
Im März 1969 wird Gustav Heinemann Bundespräsident.
Im September 1969 kommt es nach der Bundestagswahl zu einem Machtwechsel. SPD und FDP bilden die Sozialliberale Koalition unter Bundeskanzler Willy Brandt. Diese Regierung betrieb eine neue Ostpolitik der Annäherung an die Ostblockstaaten, v. a. an die DDR. Dies wurde anfangs heftig kritisiert, so dass die CDU sogar 1972 wegen knapper Mehrheitsverhältnisse ein konstruktives Misstrauensvotum wagte, aber verlor. Die Innenpolitik prägen die Liberalisierung des Rechtssystems, Ausbau des sozialen Netzes und die Verbesserung des Bildungswesens. Im Herbst 1973 wird auch die BR Deutschland von der Ölkrise getroffen, das Wirtschaftswunder ist endgültig vorbei. Am 6. Mai 1974 tritt Willy Brandt im Zuge der Guillaume-Affäre zurück.
Helmut Schmidt wurde Bundeskanzler, Walter Scheel Bundespräsident. Die Ostpolitik wurde fortgesetzt, schließlich kam es 1975 durch die Unterzeichnung der Schlussakte der Organisation für Sicherheit und Zusammenarbeit in Europa zu einem Fortschreiten der Entspannungspolitik. Innenpolitisch muss sich der Staat mit dem Problem des Linksterrorismus seitens der RAF auseinandersetzen. Dieser erreicht 1977 mit der Ermordung von Arbeitgeberpräsident Hanns Martin Schleyer und der Entführung der Lufthansamaschine Landshut ihren Höhepunkt (Deutscher Herbst). Aber auch die wachsende Umwelt- und Friedensbewegung sind Schwerpunkte dieser Zeit. 1979 wird Karl Carstens Bundespräsident. Aufgrund wachsender Spannungen kommt es im September 1982 zum Bruch der SPD/FDP-Koalition.
Am 1. Oktober 1982 wird Helmut Kohl durch ein konstruktives Misstrauensvotum Bundeskanzler, die neue CDU/CSU-FDP-Koalition wird durch die Bundestagswahlen 1983 bestätigt. Die Grünen ziehen bei dieser Wahl erstmals in den Bundestag ein und werden eine politische Kraft. 1984 wurde Richard von Weizsäcker Bundespräsident. Anfang 1984 startet das Privatfernsehen in Deutschland, ebenfalls in diesem Jahr kommt es zur Flick-Affäre und der Frage, ob die Republik käuflich sei. 1986 erschüttert die Katastrophe von Tschernobyl Europa. Im September 1987 besucht mit Erich Honecker erstmals ein DDR-Staats- und Parteichef die Bundesrepublik Deutschland.
Nach der Wende und friedlichen Revolution in der DDR, der Einführung der D-Mark in der DDR und der Zustimmung der Siegermächte und beider deutscher Parlamente kommt es am 3. Oktober 1990 zur Deutschen Wiedervereinigung.

## Die Deutsche Demokratische Republik 1949–1990
Die neu geschaffene Volkskammer ernannte Wilhelm Pieck zum Staatspräsidenten und Otto Grotewohl zum Ministerpräsidenten. Der eigentliche Machthaber bis 1971 war aber der Generalsekretär der SED, Walter Ulbricht. Die Hauptstadt war Ost-Berlin, offiziell Berlin „Hauptstadt der DDR“.
Im Februar 1950 wurde das Ministerium für Staatssicherheit (MfS, umgangssprachlich Stasi) gegründet. Im Juli wurde die Oder-Neiße-Linie als polnische Westgrenze in einem Vertrag mit der Volksrepublik Polen vertraglich festgelegt. Am 15. Oktober fanden die ersten Volkskammerwahlen statt. Es wurde über eine Einheitsliste gewählt, die nach offiziellen Angaben 99,3 % der Stimmen erhält, diese Wahlpraxis bestand bis 1989.
Am 1. Januar 1951 begann der 1. Fünfjahresplan und im Oktober wurde die Rationierung der meisten Lebensmittel aufgehoben. Im Frühjahr 1952 wurde in Deutschland über die Stalin-Note debattiert. Sie wurde schließlich vom Westen abgelehnt. Ende April wurden aus Sowjetischen Aktiengesellschaften (SAG) die ersten Volkseigenen Betriebe (VEB) gebildet und Anfang Juni die erste Landwirtschaftliche Produktionsgenossenschaft.
Im Mai 1953 beschloss die SED eine Erhöhung der Arbeitsnormen. Es regte sich Widerstand. Das Politbüro der SED übte Selbstkritik, verkündete einen „Neuen Kurs“, die Arbeitsnormen blieben aber bestehen. Am 17. Juni kam es zum Volksaufstand, der aber mit Hilfe sowjetischer Truppen blutig niedergeschlagen wurde. Der 17. Juni wurde in der BR Deutschland bis 1990 als Tag der deutschen Einheit begangen.
Am 13. August 1961 riegelte die DDR die Grenzen zu West-Berlin ab und baute die Berliner Mauer, da zwischen 1949 und 1961 etwa drei Millionen Menschen die DDR verlassen hatten.
Mitte der 1960er bis Anfang der 1970er Jahre kam es zu einer Annäherung zwischen DDR und BR Deutschland, ausgelöst vor allem durch Bundeskanzler Willy Brandt im Rahmen seiner, anfangs von der CDU/CSU-Opposition heftig kritisierten neuen Ostpolitik. Dies führte zum Grundlagenvertrag 1973. Im Mai 1971 wurde Walter Ulbricht entmachtet, sein Nachfolger als 1. Sekretär der SED wurde Erich Honecker. Die beiden deutschen Staaten wurden 1973 Mitglieder der UNO. Im Mai 1974 wurden die Ständigen Vertretungen der Bundesrepublik Deutschland und der Deutschen Demokratischen Republik in Bonn und Ost-Berlin errichtet. Als Abschluss der KSZE wurde am 1. August 1975 auch von der DDR und der Bundesrepublik die Schlussakte von Helsinki unterzeichnet. Im November 1976 wurde der Liedermacher Wolf Biermann ausgebürgert, das führte zu Protesten in der DDR.
1983 gestattete der bayerische Ministerpräsident Franz Josef Strauß der DDR einen aufsehenerregenden Milliardenkredit, der ihre Stabilität sichern soll, welche durch finanzielle Schwierigkeiten bedroht war. Mit Michail Gorbatschow kommt im März 1985 ein relativ junger Mann an die Spitze der Sowjetunion, der mit seinen Ideen von Glasnost und Perestroika den Ostblock total verändern sollte. Dieser Kurs wurde von der starren Staats- und Parteiführung in der DDR nicht mitgetragen. Im September 1987 kam es zum ersten Staatsbesuch von Erich Honecker in der BR Deutschland.
Im Sommer und Herbst 1989 flohen immer mehr Bürger der DDR über Ungarn, das am 2. Mai 1989 seine Grenze zu Österreich geöffnet hatte und ab dem 11. September 1989 auch DDR-Bürgern offiziell die Ausreise nach Österreich erlaubte, sowie über die Botschaften der BR Deutschland in ostmitteleuropäischen Staaten, vor allem in Prag. Da die DDR-Führung die Umgestaltungspolitik des sowjetischen Generalsekretärs Michail Gorbatschow nicht nachvollziehen wollte, destabilisiert sie die DDR zunehmend von innen heraus.
Die sich verschlechternde wirtschaftliche Lage und die auf der sowjetischen Perestroikapolitik beruhenden, von Honecker aber enttäuschten Hoffnungen auf freiheitliche Veränderungen führten im Rahmen der Friedensgebete der Evangelischen Kirche 1989 zu regelmäßigen Protestdemonstrationen. Diese weiteten sich vor allem in Leipzig sehr schnell zu Großdemonstrationen aus, die friedlich blieben. (Zu trennen sind hiervon die Protestdemonstrationen wegen der erzwungenen Durchreise der Botschaftsflüchtlinge aus Prag und Warschau, die in Dresden am Hauptbahnhof zu wüsten Ausschreitungen führten.)
Am 18. Oktober 1989 musste Honecker unter dem Druck der Straße zurücktreten. Wenige Tage später trat die komplette DDR-Regierung zurück. Am 9. November wurde die Berliner Mauer geöffnet. Die Montagsdemonstrationen der DDR-Bevölkerung und die Maueröffnung führten schließlich zum friedlichen Sturz des SED-Regimes. Nicht nur die unbewaffneten Montagsdemonstranten blieben friedlich, auch die bewaffneten Organe der DDR, die keinen Schuss auf die Montagsdemonstranten abgaben. Am 3. Oktober 1990 geschah gemäß Einigungsvertrag der Beitritt der Deutschen Demokratischen Republik zur Bundesrepublik Deutschland nach Artikel 23 a.F. vom Grundgesetz für die Bundesrepublik Deutschland.
Siehe auch:
- Portal:DDR
- Chronik der deutschen Teilung
- Deutsche Wiedervereinigung 1990

## Das wiedervereinigte Deutschland seit 1990
Nach der Wiedervereinigung fanden im Dezember 1990 erstmals gesamtdeutsche Bundestagswahlen statt, Helmut Kohl wurde Bundeskanzler und blieb es auch nach der Bundestagswahl 1994. Das Zusammenwachsen der beiden Landesteile, das Umsetzen fälliger Reformen in zahlreichen Bereichen und das Zusammenwachsen der europäischen Staaten sind Hauptthemen im heutigen Deutschland.
In Ostdeutschland wurde seit der Wende die Infrastruktur enorm verbessert und einige Regionen haben sich gut entwickelt. Trotzdem ist die Arbeitslosigkeit hoch, vor allem in strukturschwachen Regionen. Dies hat auch zur Folge, dass gerade viele junge Menschen mangels Ausbildungs- oder Arbeitsplatz in den Westen ziehen. Es gibt verstärkt rechtsradikale Tendenzen. Die PDS kann zahlreiche Stimmen auf sich vereinigen und hat sich zu einer ostdeutschen Regionalpartei entwickelt.
1991 wurde der Regierungsumzug von Bonn nach Berlin beschlossen, der größtenteils 1999 abgeschlossen war. 1994 wurde Roman Herzog Nachfolger von Richard von Weizsäcker als Bundespräsident. Er wiederum wurde 1999 von Johannes Rau und dieser 2004 von Horst Köhler abgelöst. In den letzten Jahren wurde immer wieder der Ruf nach einem ständigen deutschen Sitz im UN-Sicherheitsrat laut, was im Ausland zunächst kritisch betrachtet, später aber als realistisch eingeschätzt wurde. Nach der Wiedervereinigung beteiligte sich die Bundeswehr auch erstmals an Auslandseinsätzen.
Bei der Bundestagswahl 1998 wurde die CDU/CSU-FDP-Koalition unter Kohl vom niedersächsischen Ministerpräsidenten Gerhard Schröder (SPD) abgelöst, der eine Koalition mit Bündnis 90/Die Grünen einging. Ursache war auch der Reformstau der bisherigen Regierung. Dies war die erste eigentliche Abwahl einer Bundesregierung in der Bundesrepublik, vorangegangene Machtwechsel waren immer ein Wechsel des Koalitionspartners.
Die neue Regierung aus SPD-Bündnis 90/Die Grünen (für die Grünen die erste Regierungsbeteiligung auf Bundesebene, knapp 20 Jahre nach ihrer Gründung (in Westdeutschland)) ging Reformvorhaben an, diese wurden jedoch zumeist im Konsens entschärft, ihre Wirkung ist umstritten. Nachdem 2000 mit der Versteigerung der UMTS-Lizenzen viel Geld in die Staatskasse gespült wurde, stieg die Verschuldung in den folgenden Jahren aufgrund einer Wirtschaftskrise wieder. 2000 wurde der v. a. von Bündnis 90/Die Grünen vorangetriebene Atomausstieg besiegelt (dieser erfolgte stufenweise bis letztlich 2023). Durch die Bundestagswahl 2002 wurde die Koalition bestätigt, wenn auch nur denkbar knapp. Im August 2002 verursachte die Jahrhundertflut an Elbe und Donau erhebliche Schäden. Im Herbst 2004 gab es gegen das parteiübergreifend verabschiedete Hartz-Konzept, das zum 1. Januar 2005 umgesetzt wurde, große Proteste.
Im Juli 2005 löste die rot-grüne Regierung nach einigen Wahlniederlagen bei Landtagswahlen (v. a. im bevölkerungsreichsten Bundesland Nordrhein-Westfalen) und daraus abgeleitetem „schwindenden Vertrauens“ der Bevölkerung in die Regierung den Bundestag mittels (absichtlich) verlorener Vertrauensfrage auf (§68 GG); in der daraus resultierenden, um etwa ein Jahr vorgezogenen Bundestagswahlen im Spätsommer desselben Jahres ging die rot-grüne Koalition zu Ende und Angela Merkel (CDU) wurde mit den Stimmen einer Großen Koalition von CDU/CSU und SPD am 22. November 2005 zur deutschen Bundeskanzlerin gewählt. Nach den Bundestagswahl 2009 konnte sie ihre Amtszeit in einer konservativ-liberalen Koalition ihrer Union mit der FDP fortsetzen.
Die Nuklearkatastrophe von Fukushima führte 2011 zum Entschluss dieser schwarz-gelben Koalition, die nur etwa ein halbes Jahr zuvor beschlossene Laufzeitverlängerung der deutschen Atomkraftwerke teilweise zurückzunehmen bzw. zu verkürzen; letztlich bestätigte sie den endgültigen Atomausstieg bis 2022.
In Folge der Bundestagswahl 2013 musste Merkel aufgrund des desaströsen Wahlergebnisses der FDP, die sogar aus dem Bundestag flog, den Koalitionspartner wechseln und wieder eine Große Koalition der CDU/CSU mit der SPD eingehen.
2015 kam es zur sogenannten Flüchtlingskrise, bei der größtenteils aus Afghanistan und Syrien stammende Geflüchtet über die Balkanroute nach Österreich, Deutschland und in weitere west- und nordeuropäische Länder kamen und dort aufgenommen wurden. Über eine Million dieser Geflüchteten wurden von Deutschland aufgenommen; Kanzlerin Merkel sprach dabei im Hochsommer 2015 ein „Machtwort“, sie wurde für den Satz „Wir schaffen das“ (31. August 2015) berühmt, der inzwischen fast zum geflügelten Wort wurde. Es gab und gibt aber auch massive Proteste gegen Merkels „Flüchtlingspolitik“ (bekannteste Gruppe ist die in Dresden gegründete Pegida) und es erstarkten (wieder) rechtsextreme Gruppen und Parteien in Deutschland; nach der Bundestagswahl im Spätsommer 2017 zog die Alternative für Deutschland mit einem Ergebnis von 12,6 % als drittstärkste Fraktion (2013 noch nur 4,7 %) in den Bundestag ein. Eine versuchte Regierungsbildung der CDU mit der FDP und den Grünen („Jamaika-Koalition“) scheiterte nach mehrwöchigen Sondierungsgesprächen im November 2017 an der FDP; es kam daraufhin ab Februar 2018 zu einer Fortsetzung der „Großen Koalition“ zwischen CDU/CSU und SPD (wobei diese im Gegensatz zu 2005 und 2009 keine Zweidrittelmehrheit, sondern nur noch ca. 55 % der Mandate hatte).
Ab Frühjahr 2020 wurden in Deutschland, wie fast überall auf der Welt, aufgrund der Corona-Pandemie mehrere „Lockdowns“ verhängt und andere Maßnahmen zur Eindämmung der Pandemie beschlossen, was auch in Deutschland zu einer Wirtschaftskrise führte, die durch staatliche Hilfszahlungen abgemildert werden sollte; Die Schließungen (v. a. der Gastronomie), Ausgangsbeschränkungen und anderen Maßnahmen, wie zum Beispiel „Maskenpflicht“ an öffentlichen Orten, v. a. dem ÖPNV, wurden ab Herbst 2022 schrittweise aufgehoben und endeten letztlich im Frühjahr 2023.
Gegen Ende 2021 endete nach den Bundestagswahlen, bei denen die CDU/CSU hinter die SPD zurückfiel, die Regierungszeit von Angela Merkel, die 16 Jahre und damit annähernd so lang im Amt gewesen war wie ihr Vorvorgänger und Mentor Helmut Kohl. Sie hatte das Ende ihrer Amtszeit aber bereits im Oktober 2018 angekündigt; der in einem monatelangen Prozess zum Kanzlerkandidaten der Union gewählte neue CDU-Parteivorsitzende Armin Laschet fuhr aber dann mit nur 24,1 % das schlechteste Ergebnis der Union in ihrer Geschichte ein. Es bildete sich eine sogenannte „Ampelkoalition“ aus SPD, Bündnis 90/Die Grünen und FDP unter Olaf Scholz (SPD), der am 8. Dezember vom Bundestag zum Bundeskanzler gewählt wurde. Eine der (v. a. bei den Grünen) umstrittensten Maßnahmen des Kabinett Scholz war dabei die nochmalige (kurzfristige) Verschiebung des Atomausstiegs im Frühling 2022 aufgrund des am 24. Februar 2022 durch Russland eskalierten Russisch-Ukrainischen Krieges und der daraus resultierenden sogenannten „Energiekrise“, von Ende 2022 auf April 2023. Am 15. April 2023 erfolgte die Abschaltung der letzten Atomreaktoren auf dem Bundesgebiet.